# Fallait pas
Fallait pas è il primo album in studio della cantante canadese Isabelle Boulay, pubblicato nel 1996.

## Tracce
1. Un peu d'innocence – 4:49
2. T'es en amour – 3:42
3. La vie devant toi – 4:26
4. Qu'ils s'envolent – 4:01
5. Et mon cœur en prend plein la gueule – 3:59
6. J'enrage – 4:40
7. Sur le tapis vert – 3:44
8. Pour demain, pour hier – 4:42
9. Un monde à refaire – 3:49
10. Il fallait pas – 3:16
11. Tu n'as pas besoin – 3:47